# Gråbergets naturreservat
Gråbergets naturreservat är ett naturreservat i Gävle kommun i Gävleborgs län.
Området är naturskyddat sedan 2018 (gällande från 2022) och är 49 hektar stort. Reservatet ligger vid kusten strax norr om Bönan  och består av öppna klippor och hällar med gammal tallskog.